# PFC Lokomotiv Plovdiv
El Profesionalen futbolen klub Lokomotiv Plovdiv (en español: Club de Fútbol Profesional Locomotora de Plovdiv) es un club de fútbol búlgaro de la ciudad de Plovdiv, que compite en la Liga Profesional de Bulgaria, la A PFG. El club fue fundado en 1926 por trabajadores ferroviarios en Plovdiv. El club disputa sus partidos como local en el estadio Lokomotiv (también conocido como Lauta), que tiene una capacidad de 14.500 espectadores.
El club se consagró campeón de Bulgaria en la temporada 2003-04, terminando con tres puntos más de ventaja que el segundo clasificado, el Levski Sofia. Este título es el primero en la larga historia del club. Hasta el momento, el Lokomotiv Plovdiv también ha ganado una Supercopa de Bulgaria en 2004 y una Copa del ejército soviético en 1983. El mayor éxito del club en Europa fue la tercera ronda de la Copa de Ferias en 1965, después de perder ante el Juventus FC forzando un tercer partido de play-off.

## Historia
El club fue fundado el 25 de julio de 1926 como Plovdivski Sportclub por la fusión de dos equipos locales: el Karadja (fundado en 1922) y el Athletic (fundado en 1924), ambos del cuarto distrito de Plovdiv.
En la temporada 1964-65, el Lokomotiv Plovdiv llegó a los cuartos de final de la Copa de Ferias, donde después de dos empates (cada uno termina con 1:1) con la Juventus FC (con Omar Sívori, Luis del Sol y Sandro Salvadore en su plantilla), tuvo lugar un tercer partido que, tras una polémica decisión de la UEFA, se disputó en Turín. El Lokomotiv perdió 2-1 y fue eliminado. Antes de llegar a los cuartos de final de la competición de fútbol, los Pitufos eliminaron al FK Vojvodina serbio y al Petrolul Ploieşti rumano. Los futbolistas más importantes durante este período fueron el delantero Gocho Vasilev, el centrocampista Hristo Bonev, el defensa Ivan Boyadzhiev y el portero Stancho Bonchev.
En 1973, el club terminó la clasificación del campeonato en segundo lugar, acabando la temporada con 43 puntos, 7 menos que el campeón, el CSKA Sofia. El Lokomotiv finalizó en tercera posición en 1969 y 1974. En este período, el equipo era bastante estable y siempre se mantuvo entre los seis primeros en la tabla clasificatoria. Hristo Bonev fue el mejor jugador de la historia del Lokomotiv y uno de los más grandes jugadores búlgaros. En 1983, dirigido por el propio Bonev, el Lokomotiv ganó su título oficial por primera vez en su historia, la Copa del ejército soviético, superando al FC Chirpan por 3-1 en el estadio Nacional Vasil Levski en Sofía el 1 de junio de 1983.
La lista de otros jugadores famosos que han venido de la cantera del club se compone de Hristo Kolev, Eduard Eranosyan, Ayan Sadakov, Georgi Ivanov y Vasil Kamburov. El club tiene una gran base de fanes, que son considerados como algunos de los fanes más fanáticos en todo Bulgaria. El Lokomotiv Plovdiv tiene el club de fanes más antiguo de Bulgaria, establecido en 1988.

### Campeón de Bulgaria
La temporada más exitosa en la historia del club fue la 2003-04. El Lokomotiv ganó su primer y hasta ahora el único título de liga en la historia del club. El entrenador, el búlgaro Eduard Eranosyan, exjugador de fútbol del equipo, comenzó la temporada liderando la liga en seis puntos a mitad de temporada y permanecieron invictos. En la penúltima jornada, la número 29, los Pitufos derrotaron al Slavia Sofia en Plovdiv por 3-2 ante más de 17.000 espectadores y Lokomotiv ganó el campeonato búlgaro. El Lokomotiv terminó la temporada con 75 puntos, tres más que el segundo, el Levski Sofia. En el equipo figuraba Martin Kamburov, recientemente fichado, que se convirtió en el goleador del campeonato con 26 goles. Otros jugadores clave durante la temporada fueron Vasil Kamburov, Georgi Iliev, Aleksandar Tunchev, Kiril Kotev, Vladimir Ivanov, Metodi Stoynev y los macedonios Boban Jančevski, Vančo Trajanov y Robert Petrov.
Unos meses más tarde, el equipo jugó por primera vez la Liga de Campeones de la UEFA donde se enfrentaron al Club Brugge belga en la segunda ronda de clasificación. En el primer partido en el estadio Jan Breydel, el Lokomotiv perdió por un amplio 4-0y en el segundo partido en Bulgaria, el Lokomotiv perdido otra vez, 0-2. Ese mismo año, el Lokomotiv ganó la Supercopa de Bulgaria, después de vencer al Litex Lovech. En la final, Ivan Paskov anotó de cabeza en los últimos segundos del partido para llevarse la victoria (1-0).

### Historia reciente

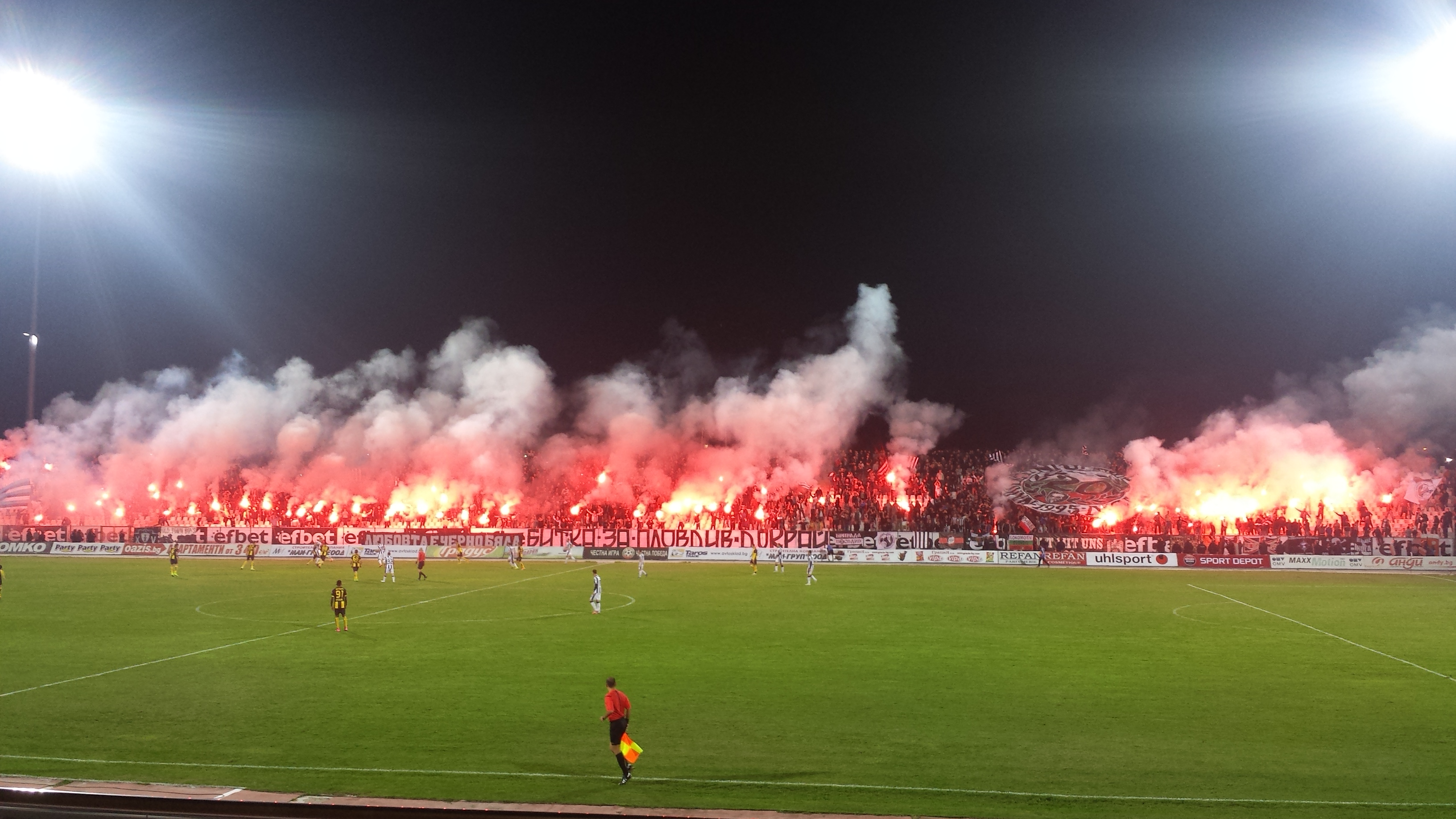
Aficionados del Lokomotiv Plovdiv.

La temporada 2004-05 en la liga doméstica también fue muy exitoso para el equipo, que terminó tercero en A PFG, y se clasificó para la Copa de la UEFA. En la competición europea de clubes, el Lokomotiv derrotó al OFK Belgrado en la segunda ronda de clasificación (1:0 y 1:2 victoria en casa y derrota en Serbia) y fueron emparejados para jugar contra el Bolton Wanderers en la primera ronda. Sin embargo, el equipo de Plovdiv fue eliminado tras perder 2-1 en el Reebok Stadium en Bolton y otra derrota de 1-2 en el partido de vuelta disputado en el estadio Lazur en Burgas.
El 25 de agosto de 2005, pocas horas después del partido con el OFK Beograd en Burgas, el propietario del Lokomotiv, Georgi Iliev fue asesinado por un disparo en un restaurante de Slanchev Briag, una ciudad turística del mar Negro de Bulgaria cerca de Burgas, por un francotirador. En los meses siguientes, el club se enfrentó a graves problemas financieros. Debido a estos problemas, muchos de los jugadores del equipo campeón, como Aleksandar Tunchev, Martin Kamburov, Ivan Paskov, Georgi Iliev, Darko Spalević, Kiril Kotev y Boban Jančevski dejaron el club.
En la temporada 2005-06 el Lokomotiv terminó quinto en A PFG y se clasificó para la Copa Intertoto, pero fueron eliminados con un 2-3 (2-1 derrotado como visitante y un empate en casa 1-1) en el global por los rumanos del Farul Constanţa. En las tres temporadas siguientes, el equipo terminó en el medio de la tabla. En diciembre de 2009, el empresario y ex-propietario del Vihren Sandanski, Konstantin Dinev, adquirió el club a Galina Topalova por 2 millones de euros.

## Uniforme
- Uniforme titular: Camiseta a franjas verticales blancas y negras, pantaloneta blanca y medias blancas.
- Uniforme alternativo: Camiseta negra, pantaloneta negra y medias negras.

## Estadio

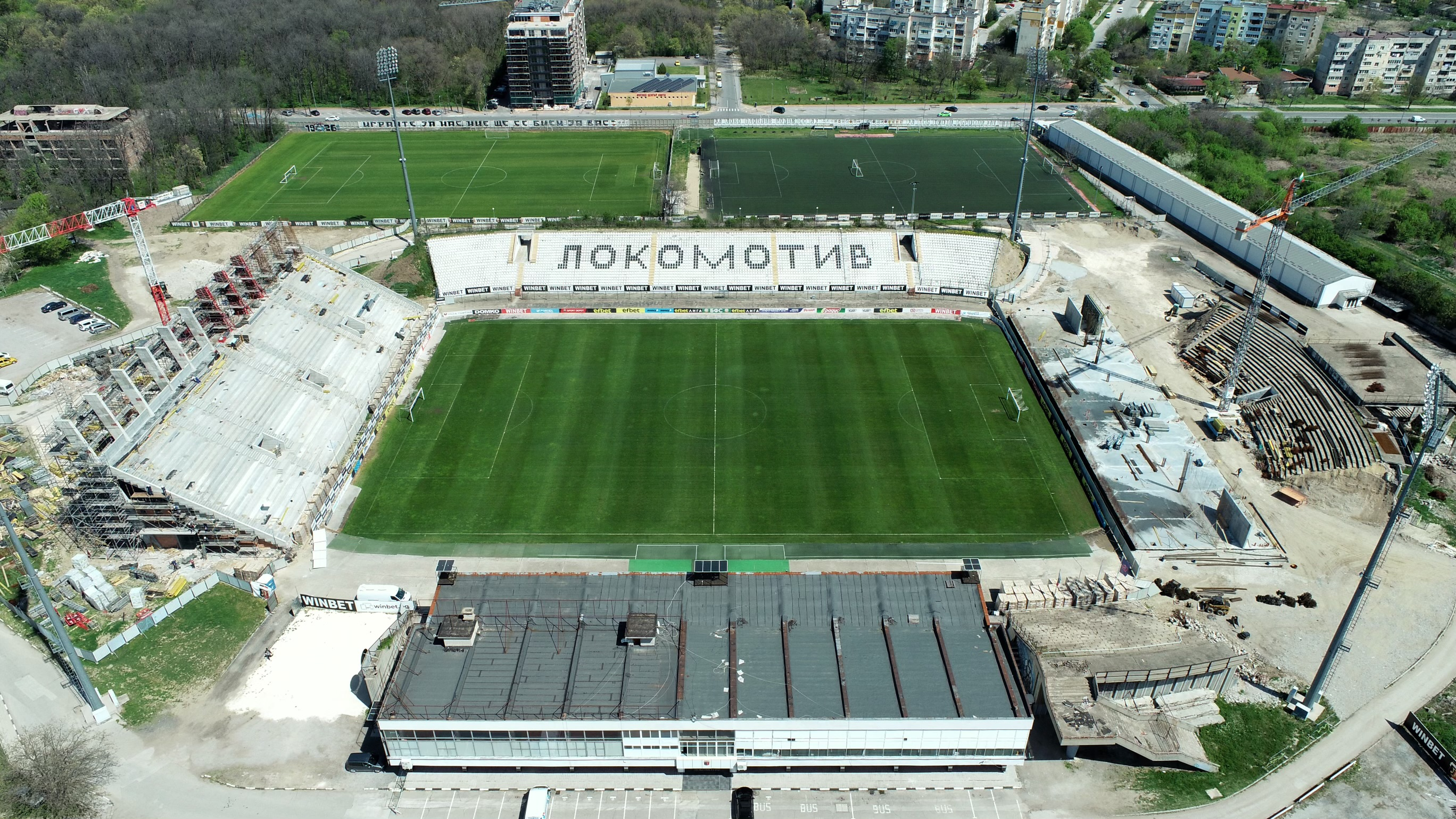
Estadio Lokomotiv

El Estadio Lokomotiv, conocido popularmente como Lauta por el parque en el que está situado el estadio, es un estadio multiusos ubicado en el sureste de Plovdiv, Bulgaria. Actualmente es utilizado para partidos de fútbol y es el estadio del PFC Lokomotiv Plovdiv. El estadio fue inaugurado oficialmente en 6 de septiembre de 1982 y es parte de un complejo deportivo que incluye un pabellón deportivo cubierto y una pista de tenis. El estadio inicialmente se realizó con una capacidad de 24 000 espectadores, pero en 2004, cuando el equipo se consagró campeón de Bulgaria, tras el final de la temporada de parte de las gradas se derrumbaron y la capacidad se redujo a 14 500 personas.
La reconstrucción de todo el estadio se inició en mayo de 2010 e incluía la renovación de todo el edificio administrativo detrás de la tribuna principal del estadio, así como la totalidad de los vestuarios de los jugadores, árbitros y sala de prensa. Los trabajos de reforma se completaron en verano de 2011 y desde entonces el estadio reúne con las normativa UEFA y está disponible para albergar competiciones europeas.

## Números retirados
- 8 -  Hristo Bonev, DEL (1963–67, 1968–79, 1982–84)

## Palmarés

### Torneos nacionales (6)
| Competiciones Nacionales          | Títulos           | Subcampeonatos                                        |
| --------------------------------- | ----------------- | ----------------------------------------------------- |
| Primera Liga de Bulgaria (1/2)    | 2003-04.          | 1972-73, 2020-21.                                     |
| Copa de Bulgaria (2/7)            | 2018-19, 2019-20. | 1940, 1942, 1948, 1959-60, 1970-71, 1981-82, 2011-12. |
| Copa del Ejército Soviético (1/0) | 1983.             |                                                       |
| Supercopa de Bulgaria (2/2)       | 2004, 2020.       | 2012, 2019.                                           |

## Participación en competiciones de la UEFA
| Temporada | Torneo                   | Ronda              | Club              | Casa | Visita | Global         |
| --------- | ------------------------ | ------------------ | ----------------- | ---- | ------ | -------------- |
| 1965–66   | Fairs Cup                | 1                  | Vojvodina         | 1–1  | 1–1    | 2–0 (Playoff)  |
| 1965–66   | Fairs Cup                | 2                  | Petrolul Ploiești | 2–0  | 0–1    | 2–1            |
| 1965–66   | Fairs Cup                | 3                  | Juventus          | 1–1  | 1–1    | 1–2 (aet)      |
| 1967–68   | Fairs Cup                | 1                  | Partizan          | 1–1  | 1–5    | 2–6            |
| 1969–70   | Fairs Cup                | 1                  | Juventus          | 1–2  | 1–3    | 2–5            |
| 1971–72   | UEFA Cup                 | 1                  | Carl Zeiss        | 3–1  | 0–3    | 3–4            |
| 1973–74   | UEFA Cup                 | 1                  | Sliema Wanderers  | 1–0  | 2–0    | 3–0            |
| 1973–74   | UEFA Cup                 | 2                  | Honved Budapest   | 3–4  | 2–3    | 5–7            |
| 1974–75   | UEFA Cup                 | 1                  | Győri ETO         | 3–1  | 1–3    | 4–4 (p)        |
| 1976–77   | UEFA Cup                 | 1                  | Crvena Zvezda     | 2–1  | 1–4    | 3–5            |
| 1983–84   | UEFA Cup                 | 1                  | PAOK              | 1–2  | 1–3    | 2–5            |
| 1992–93   | UEFA Cup                 | 1                  | Auxerre           | 2–2  | 1–7    | 3–9            |
| 1993–94   | UEFA Cup                 | 1                  | Lazio             | 0–2  | 0–2    | 0–4            |
| 2003–04   | UEFA Champions League    | 2.ª Clasificatoria | Brugge            | 0–4  | 0–2    | 0–6            |
| 2005–06   | UEFA Cup                 | 2.ª Clasificatoria | Beograd           | 1−0  | 1−2    | 2−2 (a)        |
| 2005–06   | UEFA Cup                 | Playoff            | Bolton            | 1–2  | 1–2    | 2–4            |
| 2006      | UEFA Intertoto Cup       | 2                  | Farul Constanța   | 1−1  | 1−2    | 2−3            |
| 2012–13   | UEFA Europa League       | 2.ª Clasificatoria | Vitesse           | 4−4  | 1−3    | 5−7            |
| 2019–20   | UEFA Europa League       | 2.ª Clasificatoria | Spartak Trnava    | 2−0  | 1–3    | 3–3 (a)        |
| 2019–20   | UEFA Europa League       | 3.ª Clasificatoria | Strasbourg        | 0–1  | 0–1    | 0–2            |
| 2020-21   | UEFA Europa League       | 1.ª Clasificatoria | Iskra             | –    | 1−0    | 1−0            |
| 2020-21   | UEFA Europa League       | 2.ª Clasificatoria | Tottenham Hotspur | 1–2  | –      | 1–2            |
| 2021-22   | Europa Conference League | 2.ª Clasificatoria | Slovácko          | 1–0  | 0–1    | 1–1 (3:2 pen.) |
| 2021-22   | Europa Conference League | 3.ª Clasificatoria | Copenhague        | 1–1  | 2–4    | 3–5            |

## Estadísticas

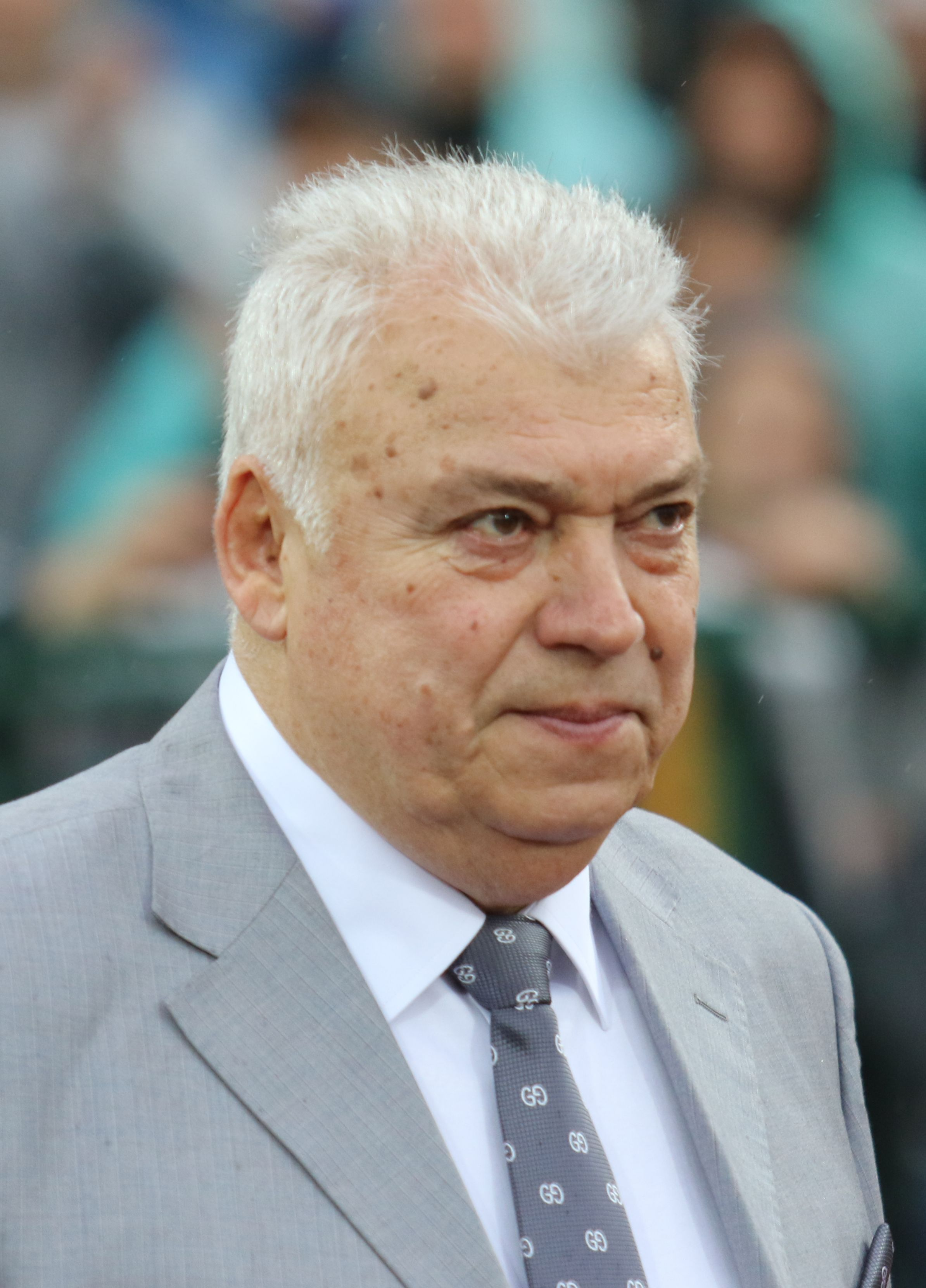
Hristo Bonev, centrocampista ofensivo. Leyenda del Lokomotiv Plovdiv que posee el récord de mayor apariciones y goleador de todos los tiempos del club.

| # | Nombre          | Partidos |
| - | --------------- | -------- |
| 1 | Hristo Bonev    | 404      |
| 2 | Georgi Vasilev  | 386      |
| 3 | Stancho Bonchev | 331      |
| 4 | Gancho Peev     | 327      |
| 5 | Ilko Bekyarov   | 314      |

| # | Nombre          | Goles |
| - | --------------- | ----- |
| 1 | Hristo Bonev    | 180   |
| 2 | Martin Kamburov | 145   |
| 3 | Georgi Vasilev  | 115   |
| 4 | Ivan Kanchev    | 73    |
| 5 | Ayan Sadakov    | 66    |

| Año     | Nombre           | Goles |
| ------- | ---------------- | ----- |
| 1983/84 | Eduard Eranosyan | 19    |
| 2003/04 | Martin Kamburov  | 25    |
| 2004/05 | Martin Kamburov  | 27    |
| 2013/14 | Martin Kamburov  | 20    |
| 2015/16 | Martin Kamburov  | 18    |

## Entrenadores
| Nombre              | País                | Desde               | Hasta               | Palmarés |
| ------------------- | ------------------- | ------------------- | ------------------- | -------- |
| Stefan Paunov       | Bandera de Bulgaria | 1969                | 1971                | –        |
| Ivan Manolov        | Bandera de Bulgaria | 1971                | 1975                | –        |
| Borislav Milenov    | Bandera de Bulgaria | 1975                | 1976                | –        |
| Аtanas Dramov       | Bandera de Bulgaria | 1977                | 1978                | –        |
| Dimitar Grigorov    | Bandera de Bulgaria | 1978                | 1979                | –        |
| Petar Dimitrov      | Bandera de Bulgaria | 1979                | 1980                | –        |
| Аtanas Dramov (2)   | Bandera de Bulgaria | 1982                | 1983                | –        |
| Atanas Angelov      | Bandera de Bulgaria | Aug 5, 1983         | Sept 26, 1983       | –        |
| Hristo Bonev        | Bandera de Bulgaria | Oct 29, 1983        | Dec 22, 1985        | –        |
| Аtanas Dramov (3)   | Bandera de Bulgaria | Feb 15, 1986        | 19 de abril de 1986 | –        |
| Gancho Peev         | Bandera de Bulgaria | Aug 9, 1986         | Nov 30, 1986        | –        |
| Hristo Bonev (2)    | Bandera de Bulgaria | Feb 14, 1987        | 28 de mayo de 1988  | –        |
| Stancho Bonchev     | Bandera de Bulgaria | Aug 13, 1988        | 3 de junio de 1989  | –        |
| Mihail Georgiev     | Bandera de Bulgaria | Aug 12, 1989        | 8 de junio de 1991  | –        |
| Аtanas Dramov (4)   | Bandera de Bulgaria | Aug 17, 1991        | Oct 31, 1992        | –        |
| Petar Miladinov     | Bandera de Bulgaria | Nov 21, 1992        | 5 de junio de 1993  | –        |
| Ivan Vutsov         | Bandera de Bulgaria | Aug 14, 1993        | 26 de marzo de 1994 | –        |
| Voyn Voynov         | Bandera de Bulgaria | 26 de marzo de 1994 | 31 de junio de 1994 | –        |
| Ivan Kuchukov       | Bandera de Bulgaria | Aug 19, 1994        | 10 de junio de 1995 | –        |
| Ivan Gluhchev       | Bandera de Bulgaria | Sept 2, 1995        | Oct 28, 1995        | –        |
| Gancho Peev (2)     | Bandera de Bulgaria | Aug 12, 1995        | Aug 26, 1995        | –        |
| Vasil Ankov         | Bandera de Bulgaria | Nov 5, 1995         | Feb 24, 1996        | –        |
| Ivan Marinov        | Bandera de Bulgaria | 2 de marzo de 1996  | ????                | –        |
| Dinko Dermendzhiev  | Bandera de Bulgaria | 9 de marzo de 1996  | 11 de mayo de 1996  | –        |
| Krasimir Manolov    | Bandera de Bulgaria | Aug 9, 1996         | Dec 7, 1996         | –        |
| Ivan Marinov (2)    | Bandera de Bulgaria | 1996                | 1997                | –        |
| Stancho Bonchev (2) | Bandera de Bulgaria | Feb 22, 1997        | 31 de mayo de 1997  | –        |
| Radoslav Zdravkov   | Bandera de Bulgaria | 1997                | 1997                | –        |

| Nombre                   | País                            | Desde                 | Hasta               | Palmarés                 |
| ------------------------ | ------------------------------- | --------------------- | ------------------- | ------------------------ |
| Аtanas Dramov (5)        | Bandera de Bulgaria             | 1997                  | 1998                | –                        |
| Ivan Gluhchev (2)        | Bandera de Bulgaria             | May 1998              | Sept 1998           | –                        |
| Dinko Dermendzhiev (2)   | Bandera de Bulgaria             | 1998                  | 1999                | –                        |
| Georgi Vasilev           | Bandera de Bulgaria             | 1999                  | 1999                | –                        |
| Vladimir Fatov           | Bandera de Bulgaria             | 1999                  | 1999                | –                        |
| Vasil Ankov              | Bandera de Bulgaria             | 1999                  | 2000                | –                        |
| Ayan Sadakov             | Bandera de Bulgaria             | 2000                  | 2000                | –                        |
| Eduard Eranosyan         | Bandera de Bulgaria             | 2000                  | 2001                | –                        |
| Stefan Draganov          | Bandera de Bulgaria             | 2001                  | 2001                | –                        |
| Dimitar Dimitrov         | Bandera de Bulgaria             | 2001                  | 2003                | –                        |
| Eduard Eranosyan (2)     | Bandera de Bulgaria             | 2003                  | 2005                | Campeón A PFG            |
| Ayan Sadakov (2)         | Bandera de Bulgaria             | 2005                  | 2006                | –                        |
| Ivan Marinov (3)         | Bandera de Bulgaria             | Sept 1, 2006          | Sept 23, 2007       | –                        |
| Yasen Petrov             | Bandera de Bulgaria             | Sept 24, 2007         | 14 de marzo de 2008 | –                        |
| Dragan Kanatlarovski     | Bandera de Macedonia del Norte  | 20 de marzo de 2008   | Sept 29, 2008       | –                        |
| Ayan Sadakov (3)         | Bandera de Bulgaria             | Sept 29, 2008         | Aug 10, 2009        | –                        |
| Ivan Marinov (4)         | Bandera de Bulgaria             | Aug 10, 2009          | Nov 1, 2009         | –                        |
| Stefan Genov             | Bandera de Bulgaria             | Nov 1, 2009           | Dec 26, 2009        | –                        |
| Naci Şensoy              | Bandera de Turquía              | Dec 26, 2009          | 30 de junio de 2010 | –                        |
| Hristo Bonev (3)         | Bandera de Bulgaria             | 1 de julio de 2010    | Oct 31, 2010        | –                        |
| Nedelcho Matushev        | Bandera de Bulgaria             | Sept 28, 2010         | 23 de abril de 2011 | –                        |
| Saša Nikolić             | Bandera de Serbia               | 23 de abril de 2011   | 30 de junio de 2011 | –                        |
| Dragan Kanatlarovski (2) | Bandera de Macedonia del Norte  | 17 de junio de 2011   | Nov 8, 2011         | –                        |
| Emil Velev               | Bandera de Bulgaria             | Nov 8, 2011           | Oct 9, 2012         | –                        |
| Georgi Ivanov - Gonzo    | Bandera de Bulgaria             | Oct 9, 2012           | Oct 10, 2012        | –                        |
| Stefan Genov (2)         | Bandera de Bulgaria             | Oct 13, 2012          | 30 de junio de 2013 | –                        |
| Aleksandar Stankov       | Bandera de Bulgaria             | 1 de julio de 2013    | 19 de mayo de 2017  | –                        |
| Boris Akrapovic          | Bandera de Bosnia y Herzegovina | 30 de octubre de 2017 | presente            | Copa de Bulgaria 2018/19 |

Actualizado el 30 de octubre de 2017